# Маслењача
Маслењача је насељено место у општини Ђуловац, Бјеловарско-билогорска жупанија, Хрватска.

## Историја
До територијалне реорганизације у Хрватској била је у саставу старе општине Дарувар. Као самостално насеље Маслењача постоји од пописа 2001. године . године. Настала је спајањем некадашњих насеља Мала Маслењача и Велика Маслењача.

## Становништво
У попису становништва из 2011. године, Маслењача је имала 174 становника. За национални састав 1991. види испод Мале Маслењаче и Велике Маслењаче.
| Број становника према пописима | Број становника према пописима | Број становника према пописима | Број становника према пописима | Број становника према пописима | Број становника према пописима | Број становника према пописима | Број становника према пописима | Број становника према пописима | Број становника према пописима | Број становника према пописима | Број становника према пописима | Број становника према пописима | Број становника према пописима | Број становника према пописима | Број становника према пописима |
| ------------------------------ | ------------------------------ | ------------------------------ | ------------------------------ | ------------------------------ | ------------------------------ | ------------------------------ | ------------------------------ | ------------------------------ | ------------------------------ | ------------------------------ | ------------------------------ | ------------------------------ | ------------------------------ | ------------------------------ | ------------------------------ |
| 1857                           | 1869                           | 1880                           | 1890                           | 1900                           | 1910                           | 1921                           | 1931                           | 1948                           | 1953                           | 1961                           | 1971                           | 1981                           | 1991                           | 2001                           | 2011                           |
| 43                             | 0                              | 164                            | 242                            | 149                            | 156                            | 191                            | 271                            | 287                            | 307                            | 285                            | 236                            | 207                            | 203                            | 212                            | 174                            |

Напомена: Насеље настало 2001. спајањем насеља Мала Маслењача и Велика Маслењача. Од 1890. до 1991. садржи податке за некадашње насеље Мала Маслењача, а 1857. и од 1880. до 1991. за некадашње насеље Велика Маслењача. Године 1869. подаци за некадашње насеље Велика Маслењача садржани су у насељу Мали Бастаји. Године 1880. подаци за некадашње насеље Мала Маслењача садржани су у насељу Горња Вријеска.